# Defiance (Fernsehserie)
Defiance (engl.; ‚Trotz‘, ‚Herausforderung‘) ist eine US-amerikanische Science-Fiction-Fernsehserie, die von Universal Cable Productions für den US-Sender Syfy produziert wurde. Parallel zur Serie existiert ein gleichnamiges Onlinespiel, ein Massive Multiplayer Online Third-Person Shooter mit offener Spielwelt. Die Handlung der Serie und des Spiels sollen sich dabei ergänzen. Die Erstausstrahlung in den Vereinigten Staaten fand am 15. April 2013 auf Syfy statt, während die deutschsprachige Ausstrahlung einen Tag später beim deutschen Syfy-Ableger begann. Die Produktion der Serie wurde nach der 3. Staffel eingestellt.

## Handlung
In einer nahen Zukunft hat ein über Jahre andauernder, interstellarer Krieg zwischen verschiedenen Alienrassen und der Menschheit das Erscheinungsbild der Erde, wie wir sie kennen, für immer verändert. Langsam beginnen sich die Überlebenden beider Seiten von den verheerenden Folgen zu erholen. Durch verwüstete, lebensfeindliche Landschaften wandert der mysteriöse Nolan. Das Schicksal führt ihn nach St. Louis, das er im ersten Moment nicht wiedererkennt. Bis auf den Gateway-Torbogen wurde seine ehemalige Heimat komplett zerstört und auf ihren Trümmern eine neue Stadt errichtet. Defiance ist ein Zufluchtsort für Aliens und Menschen gleichermaßen, die nun lernen müssen, neben- und miteinander zu leben – ein alles andere als leichtes Unterfangen. So ist es an Bürgermeisterin Amanda, den noch jungen Frieden und die Ordnung in Defiance zu erhalten. Fest entschlossen tut sie alles dafür, der Stadt und ihren Bewohnern beim Wiederaufbau zu helfen und sie zugleich vor äußeren Bedrohungen zu schützen.

## Besetzung
Die deutschsprachige Synchronisation der Serie wurde bei der Berliner Synchron nach Dialogbüchern und unter der Dialogregie von Beate Gerlach erstellt.

### Hauptbesetzung
| Rollenname               | Schauspieler       | Hauptrolle (Folge) | Nebenrolle (Folge) | Synchronsprecher/in  |
| ------------------------ | ------------------ | ------------------ | ------------------ | -------------------- |
| Joshua Nolan             | Grant Bowler       | 1.01–3.13          |                    | Torsten Michaelis    |
| Amanda Rosewater         | Julie Benz         | 1.01–3.13          |                    | Antje von der Ahe    |
| Irisa Nyira              | Stephanie Leonidas | 1.01–3.13          |                    | Maja Maneiro         |
| Stahma Tarr              | Jaime Murray       | 1.01–3.13          |                    | Ulrike Stürzbecher   |
| Datak Tarr               | Tony Curran        | 1.01–3.13          |                    | Thomas Nero Wolff    |
| Rafe McCawley            | Graham Greene      | 1.01–3.01          |                    | Uli Krohm            |
| Kenya Rosewater          | Mia Kirshner       | 1.01–1.12          | 2.08–2.09          | Kaya Marie Möller    |
| Alak Tarr                | Jesse Rath         | 2.01–3.13          | 1.01–1.12          | Leonhard Mahlich     |
| Niles Pottinger          | James Murray       | 2.01–2.13          | 3.04               | Matthias Deutelmoser |
| Jessica "Berlin" Rainier | Anna Hopkins       | 3.01–3.07          | 2.01–2.13          | Julia Kaufmann       |
| Kindzi                   | Nichole Galicia    | 3.05–3.13          | 3.01–3.02          | Friederike Walke     |

### Nebenbesetzung
| Rollenname                | Schauspieler      | Nebenrolle (Folge) | Synchronsprecher/in |
| ------------------------- | ----------------- | ------------------ | ------------------- |
| Tommy LaSalle             | Dewshane Williams | 1.01–2.13          | Nico Sablik         |
| Meh "Doc" Yewll           | Trenna Keating    | 1.01–3.13          | Sabine Arnhold      |
| Christie McCawley         | Nicole Muñoz      | 1.01–3.01          | Saskia Niendorf     |
| Quentin McCawley          | Justin Rain       | 1.01–3.01          | Jacob Weigert       |
| Sukar                     | Noah Danby        | 1.01–2.13          | Raimund Krone       |
| Nicolette "Nicky" Riordon | Fionnula Flanagan | 1.01–1.11          | Beate Gerlach       |
| Rynn                      | Tiio Horn         | 1.01–2.07          | Nicole Hannak       |
| Mr. Birch                 | Steven McCarthy   | 1.01–1.06          | Jaron Löwenberg     |
| Connor Lang               | Gale Harold       | 1.06–1.10          | Felix Spieß         |
| Deirdre Lamb              | Kristina Pesic    | 2.01–2.11          | Esra Vural          |
| Viceroy Berto Mercado     | William Atherton  | 2.01–2.13          | Axel Lutter         |
| Pilar McCawley            | Linda Hamilton    | 2.10–3.03          | Joseline Gassen     |
| General Rahm Tak          | Lee Tergesen      | 3.01–3.08          | Bernd Vollbrecht    |
| T'evgin                   | Conrad Coates     | 3.01–3.11          | Matti Klemm         |

## Ausstrahlung
Vereinigte Staaten
In den USA erfolgte die Ausstrahlung der ersten Staffel vom 15. April bis zum 8. Juli 2013 auf dem Kabelsender Syfy. Bereits nach vier ausgestrahlten Episoden verlängerte der Sender die Serie Anfang Mai 2013 um eine zweite Staffel mit 13 Episoden. Diese wurden vom 19. Juni bis zum 28. August 2014 ausgestrahlt. Vom 12. Juni 2015 bis zum 28. August 2015 erfolgte die Ausstrahlung der dritten Staffel.
Deutschland
Im Pay-TV wurde die erste Staffel der Serie zwischen dem 16. April und dem 9. Juli 2013 auf dem deutschen Sender Syfy gesendet. Der Ausstrahlungsbeginn der zweiten Staffel fand am 20. Juni 2014 bei Syfy statt. Zum zweiten Staffelfinale wurde am 5. September 2014 eine Doppelfolge gezeigt. Die dritte Staffel startete am 16. Juni 2015 und endete am 1. September 2015.
Ab 2. Oktober 2014 strahlt Tele 5 die Serie als Free TV-Premiere aus, beginnend mit Staffel 1. Nach nur vier Folgen wurde die Serie wegen schlechter Einschaltquoten auf unbestimmte Zeit wieder abgesetzt. Ab dem 3. August 2015 wurde die Ausstrahlung wieder aufgenommen und die Serie im Nachmittags- (geschnitten) und Nachtprogramm (ungeschnitten) ausgestrahlt.

## Rezeption
„Es wird interessant zu sehen sein, ob sich Defiance in Zukunft eher an einer politischen Serie wie eben Battlestar Galactica orientiert oder sich vielleicht eher in Richtung etwas trashiger Space-Opera mit Soap-Elementen entwickelt. Beides könnte seine Fans finden, wobei Anhänger ernster Sci-Fi-Unterhaltung aber sicherlich noch auf eine Steigerung nach dem etwas durchwachsenen Piloten hoffen werden. Dieser wird durch visuelle Kreativität und seinem [sic] gut aufgelegten Protagonisten lediglich knapp über das Mittelmaß gehoben.“

## Veröffentlichungen
Die Serie wurde in verschiedenen Ländern als DVD und Blu-ray Disc veröffentlicht.
Deutschland
- Staffel 1 erschien am 18. Juli 2013
- Staffel 2 erschien am 20. Juni 2014
- Staffel 3 erschien am 26. November 2015

Vereinigte Staaten
- Staffel 1 erschien am 15. Oktober 2013
- Staffel 2 erschien am 19. Juni 2014

Großbritannien
- Staffel 1 erschien am 15. Juli 2013

## Trivia
Die Terra-Kugeln, die als leistungsfähige Energiequellen dienen, haben die Gestalt von Rhombenikosidodekaedern.